# أول ماغنوس باكن
أول ماغنوس باكن (بالنرويجية البوكمول: Ole Magnus Bakken)‏ هو لاعب رماية نرويجي، ولد في 28 أبريل 1988.

## وصلات خارجية
- أول ماغنوس باكن على موقع الاتحاد الدولي (الإنجليزية)
- أول ماغنوس باكن على موقع أوليمبيديا (الإنجليزية)